# Maggie Bell

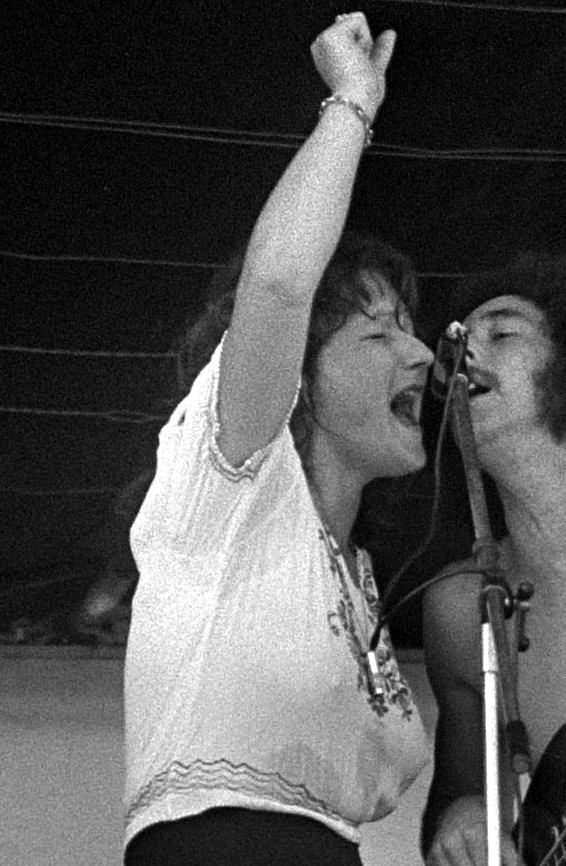
Maggie Bell & Stone the Crows (1970)

Margaret „Maggie“ Bell (* 12. Januar 1945 in Glasgow, Schottland) ist eine britische Sängerin, die vor allem mit der Rockband Stone the Crows bekannt wurde.

## Leben und Karriere
Maggie Bell stammt aus einer musikalischen Familie. Als Teenager sang sie in lokalen Tanzbands. Dabei lernte sie auch den Gitarristen Leslie Harvey kennen. 1967 trafen sie wieder aufeinander, als sie beide mit einer Band in Deutschland unterwegs waren, die in amerikanischen Kasernen auftrat.
1968 gründeten Bell und Harvey die Formation „Power“, die in Glasgow recht erfolgreich war und aus der im Jahr darauf Stone the Crows wurde. Die Band brachte zwischen 1970 und 1972 vier Alben heraus, löste sich jedoch 1973 auf, nachdem Harvey im Jahr davor durch einen elektrischen Schlag beim Aufbauen von Mikrofonen auf der Bühne ums Leben gekommen war.
Danach begann Maggie Bell, solo zu arbeiten. Sie nahm zwei Alben in New York auf, die jedoch nie veröffentlicht wurden. Erst der dritte Versuch mit dem neuen Manager Jerry Wexler führte zum ersten, vielgelobten Soloalbum Queen Of The Night (1973). 1975 folgte das zweite Album Suicide Sal.
Nach Jahren auf Tour zog sich Maggie Bell von der Musikbühne zurück. Sie schrieb Filmmusik und kümmerte sich um ihre Familie. In den 1990ern begann sie wieder aufzutreten, u. a. mit der Alex Harvey Band und Chris Farlowe. Außerdem war sie von 2006 bis 2013 Mitglied der Band The British Blues Quintet (mit Zoot Money, Frank Diez, Colin Hodgkinson und Colin Allen), von der auch im November 2007 das Album Live in Glasgow (Recorded at the Ferry) erschienen ist.
Von April bis November 2011 tourte Maggie Bell mit dem Jon Lord Blues Project (Miller Anderson, Jon Lord, Pete York, Zoot Money, Colin Hodgkinson) durch Deutschland und Österreich. Nach dem krankheitsbedingten Ausstieg Lords, der 2012 starb, war die Formation 2012 als Pete York Blues Project in Deutschland auf Tour. 
2013 und 2014 ging sie mit der Hamburg Blues Band auf Tournee.

## Diskografie
- 1973: Queen Of The Night
- 1974: Live At The Rainbow
- 1975: Suicide Sal
- 1975: Live In Boston USA
- 1988: Crimes Of The Heart
- 1989: Live Montreux – MB & Midnight Flyer
- 2004: The River Sessions